# Numerical Wind Tunnel
Numerical Wind Tunnel – superkomputer zbudowany w 1993 roku w Japonii w National Aerospace Laboratory przez firmę Fujitsu. Był pierwszym komputerem o wydajności przekraczającej 100 gigaflopsów i zajmował pierwsze miejsce w rankingu najszybszych komputerów na świecie TOP500 w latach 1994-1996.
Składał się ze 166 procesorów wektorowych, taktowanych zegarem o cyklu 9,5 ns. Każdy procesor miał 4 potoki instrukcji i osiągał wydajność 1,7 GFLOPS.